# Lago Evans
El Lago Evans (en inglés: Evans Lake) es un lago profundo de una forma irregular ubicado en el este de Poa Cove, en la Ensenada Maiviken, al norte de la Península Thatcher de la isla San Pedro, perteneciente a las islas Georgias del Sur. Fue nombrado por el Comité de Topónimos Antárticos del Reino Unido, en honor a John Ellis-Evans, un biólogo de agua dulce inglés de 1975 y líder de la Sección Bióloga de Agua Dulce de 1979, quien trabajó durante muchos veranos y dos inviernos en la isla Signy y un verano en la isla San Pedro.